# Piotr Kosobudzki
Piotr Kosobudzki ps. „Błyskawica” (ur. 19 października 1916 w Dobrej, zm. 1 października 2008) – żołnierz Wojska Polskiego, Narodowych Sił Zbrojnych i Pogotowia Akcji Specjalnej, następnie dowódca oddziału NSZ i zastępca kierownika Akcji Specjalnej (AS). Autor publikacji Wspomnienia partyzanta NSZ. Przez druty, kraty i kajdany.

## Życiorys

### II Rzeczpospolita
Był synem Jana Kosobudzkiego i Anny Pokojewskiej. Urodził się w rodzinie wielodzietnej, którą ojciec pomimo uzyskania dyplomu mistrzowskiego w zawodzie szewca utrzymywał z handlu. Piotr Kosobudzki po ukończeniu szkoły powszechnej w 1931, rozpoczął pracę jako szklarz. Po oświadczeniu w RKU chęci odbycia służby wojskowej, 1 marca 1939 został wcielony do 57 Pułku Piechoty Wielkopolskiej stacjonującego w Poznaniu. Od 1938 jego brat Wacław pełnił służbę w 10 Pułku Strzelców Konnych z którym uczestniczył w przyłączeniu Zaolzia do Polski.

### Wojna Obronna 1939 i okupacja niemiecka
W czasie agresji niemieckiej i słowackiej (od 1 września 1939) oraz Związku Radzieckiego (od 17 września 1939) uczestniczył w walkach przeciw Wehrmachtowi i Armii Czerwonej. Do niewoli niemieckiej trafił 2 października 1939 pod Dęblinem. Przetrzymywany był w ciężkich warunkach w Radomiu i Częstochowie. Ucieczka z obozu powiodła się i wrócił do domu, w przeciwieństwie do brata Wacława internowanego w węgierskim obozie w Esztergom-Tabor. W czasie okupacji niemieckiej należał kolejno do następujących organizacji ruchu oporu: Narodowej Organizacji Wojskowej, Armii Krajowej i Narodowych Sił Zbrojnych.

### Polska Ludowa
Ponieważ Piotr Kosobudzki uważał, że Polska została zdradzona przez zachodnich aliantów i sprzedana Związkowi Radzieckiemu postanowił nie składać broni i walczyć o odzyskanie niepodległości. Już w 1946 został aresztowany i 13 lipca został skazany na 2 lata więzienia. Karę odbywał w więzieniu we Wronkach. W czasie transportu z Wronek do Łodzi, co miało miejsce 19 marca 1947, udało mu się uciec, wyskakując z jadącego pociągu. Ponieważ z okresu okupacji pozostały mu dwie fałszywe kenkarty postanowił ukrywać się pod nazwiskiem Stanisław Przybylski. W latach 1947–1950 mieszkał w Elblągu i Szczecinie pracując na utrzymanie jako szklarz. Po powrocie do rodzinnego domu został ponownie aresztowany. Ponieważ odrzucił ofertę współpracy złożoną przez pułkownika Mieczysława Moczara wrócił do więzienia, z którego z pomocą łapówki wyciągnęła go rodzina. Zakończył działalność konspiracyjną i 1 października rozpoczął pracą na rzecz rodziny (którą założył jeszcze w 1948) zapewniając jej godziwe życie. Kupił nawet auto.
Chcąc zakończyć prześladowania ze strony władz PRL-u (w tym finansowe), w 1971 roku wstąpił do Związku Bojowników o Wolność i Demokrację. Podjętą decyzję podsumował słowami Wreszcie postanowiłem udowodnić, że nie jestem żadnym bandziorem i pozamykać im pyski – wstąpiłem do ZBoWiD.

### III Rzeczpospolita
Po upadku Polski Ludowej został członkiem Związku Żołnierzy Narodowych Sił Zbrojnych i Stronnictwa Narodowego. Spisał również swoje wspomnienia które zostały opublikowane w 1997 („Przez druty, kraty i kajdany: wspomnienia partyzanta NSZ”, wyd. Nortom, Wrocław), 2013 i 2024 (Dom Wydawniczy Myśl Polska) pod tytułem: Wspomnienia partyzanta NSZ. Przez druty, kraty i kajdany. Zmarł 1 października 2008 w wieku 91 lat. Pochowany został na cmentarzu w Dobrej.
Aresztowanie i pobyty Kosobudzkiego w aresztach omówione są w pracy naukowej prof. Andrzeja Szymańskiego.

## Ordery i odznaczenia
- Złoty Krzyż Zasługi (1994)[18]
- Medal „Za udział w wojnie obronnej 1939”
- Krzyż Narodowego Czynu Zbrojnego
- Odznaka Grunwaldzka